# Баграт Нініашвілі
Баграті Нініашвілі (нар. 1 жовтня 1998) — грузинський дзюдоїст.
Є бронзовим призером Європейських ігор-2019 у ваговій категорії до 66 кг.